# Valchiusa
Valchiusa és un comune (municipi) de la ciutat metropolitana de Torí a la regió italiana del Piemont, situat a uns 68,1 quilòmetres al nord de Torí. Es va formar l'1 de gener de 2019 per la fusió dels municipis de Meugliano, Trausella i Vico Canavese.